# Стара кућа у улици Сретена Аџића бр. 8 у Јагодини
Стара кућа у улици Сретена Аџића бр. 8 у Јагодини је објекат који се налази у Јагодини, а направљен је 1820. године. Представља непокретно културно добро као споменик културе Србије.

## Опште информације
Кућа је направљена 1820. године и налази се у приватном власништву, а представља типичан пример српске моравске куће, настале под утицајем сеоске српске архитектуре. Правоугаоне је основе, поседује гостионицу и собу, а сачувана је у оригиналу па представља реткост.